# Loire (departman)
Loire (hrv. Loara, fra-pro. Lêre, oks. Léger i Leir) je departman u francuskoj regiji Rona-Alpe. Ime je dobio po rijeci Loire koja prolazi kroz njega. Prema podatcima iz 2005. departman ima 732.000 stanovnika. Administrativno središte (prefektura) i najveći grad departmana je Saint-Étienne koji sa širom okolicom ima oko 290.000 stanovnika. Površina departmana iznosi 4.781 km², a gustoća naseljenosti je 153 stanovnik po km². Departman Loire administrativno je podijeljen na 3 okruga, 40 kantona i 327 općina. 
U departmanu se nalaze dvije brane: Brana Villerest i Brana Granget. Na jugoistoku departmana nalazi se Parc Naturel Régional du Pilat.

## Povijest
Stvoren je 1793. kada je departman Rhône-et-Loire podijeljen na dva manja departmana Rhône i Loire.
Njegova administrativna središta bili su:
- Feurs od 1793. do 1795.
- Montbrison od 1795. do 1855.
- Saint-Étienne od 1855.

## Zemljopis
Departman Loire nalazi se u regiji Rona-Alpe, i dio je Središnjeg masiva, a kroz njega prolazi rijeka Loire uz koju prevladava nizinski prostor ravnica Roanne na sjeveru i Forez na jugu. Najviša točka je Mont Pilat koja iznosi 1.432 metra.
Graniči s departmanima Rhône, Isère, Ardèche, Haut-Loire, Puy-de-Dôme, Allier i Saône-et-Loire.

## Jezici
Departman poznaje dva tradicionalna jezika, frankoprovansalski (koji se govori pretežno u cijelom departmanu) i okcitanski (koji se govori u pojedinim rubnim dijelovima departmana). Početkom 20. stoljeća Francuska je nametnula upotrebu francuskoga jezika.

## Vanjske poveznice
- (fr.) Stranice grada Saint-Étiennea
- (fr.) Stranice Turističke zajednice departmana Loire  Arhivirana inačica izvorne stranice od 17. prosinca 2007. (Wayback Machine)

## Galerija
- Pogled na Saint-Étienne
- Brana Grangent na rijeci Loire
- Pilat trois dents

|  | Portal Francuske – Pristup člancima s tematikom o Francuskoj. |